# مايكل جينينغز (ملاكم)
مايكل جينينغز (بالإنجليزية: Michael Jennings)‏ مواليد 9 سبتمبر 1977 في برستون، هو ملاكم بريطاني يصنف ضمن فئة وزن الوسط.

## إحصائيات
خاض خلال مسيرته 39 نزالا، فاز في 36 وخسر في 3. فاز بالضربة القاضية في 17 نزالا.

## وصلات خارجية
- مايكل جينينغز على موقع بوكس ريك (الإنجليزية) (registration required)
- الموقع الرسمي